# Парламентские выборы в Норвегии (1909)
Парламентские выборы в Норвегии проходили со 2 по 25 октября 1909 года, 2-й тур — с 18 октября по 11 ноября. Результатом стала победа союза Консервативной и Левой либеральной партий, который получил 64 из 123 мест в Стортинге.

## Избирательная система
Выборы проходили по мажоритарной системе в одномандатных округах. В Стортинг избиралось 123 депутата. Избирательным правом обладали все мужчины старше 25 лет. Впервые в Норвегии право голоса получили женщины, причём право голоса имели только женщины-граждане Норвегии старше 25 лет, прожившие в стране пять лет и уплатившие налог с дохода в размере не менее 400 норвежских крон в городах и 300 норвежских крон на селе, или жившие с супругом, который уплатил налог.

## Ход выборов
Первый тур выборов проводился в период со 2 октября по 25 октября 1909 года. В округах, где никто не получил большинства голосов, перевыборы проводились в период с 18 октября 1909 года по 11 ноября 1909 года среди тех кандидатов, которые получили наибольшее количество голосов. В 1-м туре было избрано 48 депутатов: 30 от сельских округов и 18 от городских. В остальных 75 округах был проведён 2-й тур. Выборы в Итре Фосене, Оддернесе, Сёндре Нордмёре и Намдалене были отклонены. Новые выборы были проведены в период с 20 по 23 февраля 1910 года. Выборы в Восточной Финляндии были отклонены, а новые выборы состоялись 10 апреля 1910 года. Два из избранных депутатов были отклонены. Последние новые выборы состоялись 26 мая 1910 года в Рюфилке. Новый Стортинг начал работу 11 января 1910 года.

## Результаты
| Партия                                | Партия                                | Голоса  | %    | Места | +/- |
| ------------------------------------- | ------------------------------------- | ------- | ---- | ----- | --- |
|                                       | Коалиционная партия                   | 175 388 | 41,5 | 41    | -   |
|                                       | Левая либеральная партия              | 175 388 | 41,5 | 23    | -   |
|                                       | Либеральная партия                    | 128 367 | 30,4 | 46    | -27 |
|                                       | Рабочая партия                        | 91 268  | 21,6 | 11    | +1  |
|                                       | Рабочие демократы                     | 15 550  | 3,7  | 2     | -2  |
|                                       | Партия воздержания                    | 5 076   | 1,2  | 0     | -   |
|                                       | Церковная партия                      | 3 748   | 0,9  | 0     | -   |
|                                       | Независимая левая партия              | 2 267   | 0,5  | 0     | -   |
|                                       | Прочие партии                         | 942     | 0,2  | 0     | -   |
|                                       | Прочие голоса                         | 78      | 0,0  | 0     | -   |
| Недействительных/пустых бюллетеней    | Недействительных/пустых бюллетеней    | 7 294   | -    | -     | -   |
| Всего                                 | Всего                                 | 429 978 | 100  | 123   | 0   |
| Зарегистрированных избирателей / Явка | Зарегистрированных избирателей / Явка | 760 277 | 56,6 | -     | -   |
| Источники: Nohlen & Stöver            |                                       |         |      |       |     |